# Luciano Bacheta

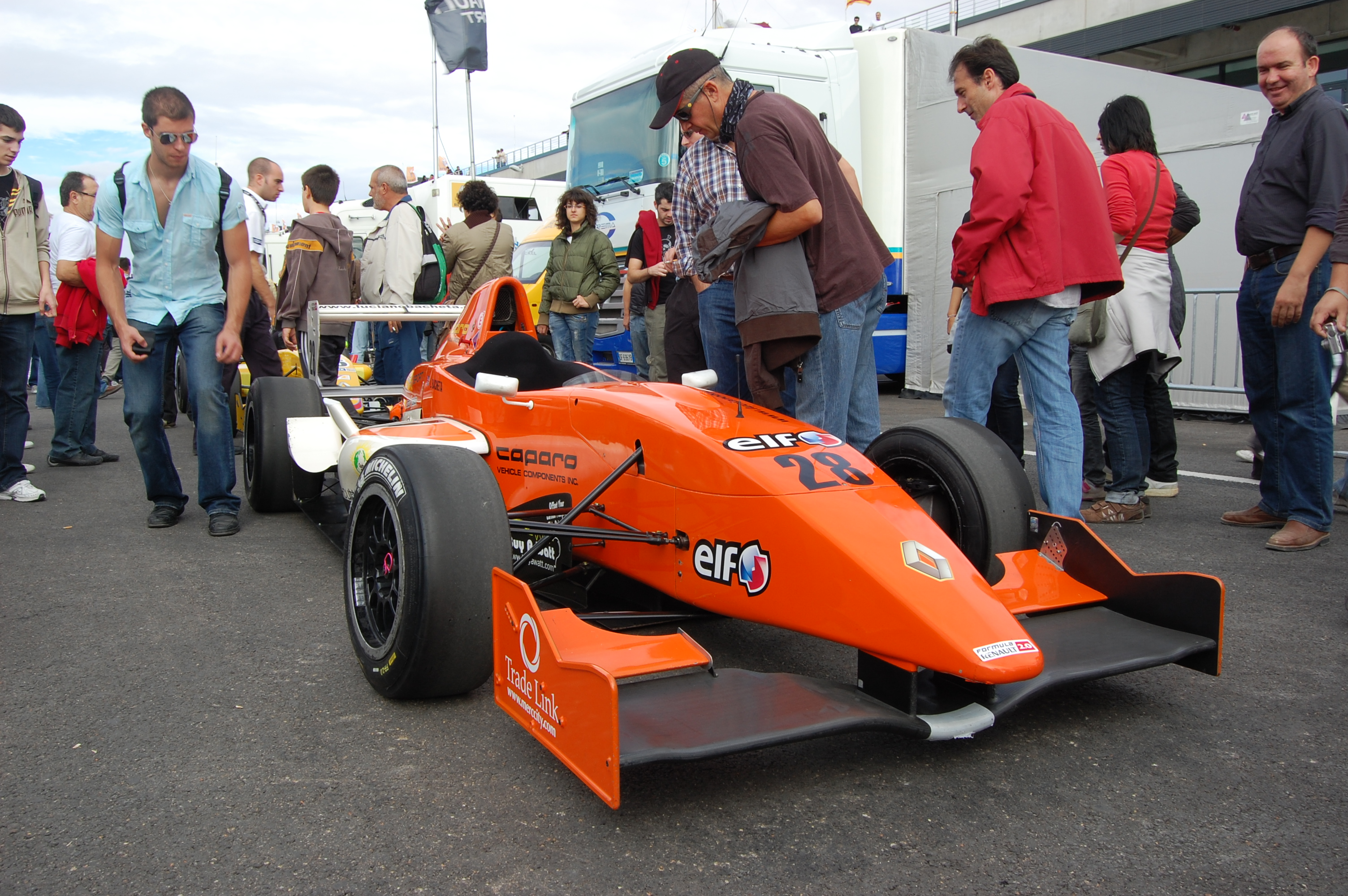
Bachetas Auto im Formel Renault 2.0 Eurocup 2009

Akshay Luciano Bacheta (* 26. April 1990 in Romford, England) ist ein britischer Automobilrennfahrer. Er gewann 2012 die FIA-Formel-2-Meisterschaft.

## Karriere
Bacheta begann seine Motorsportkarriere 2004 im Kartsport und war bis 2006 in dieser Sportart aktiv. Am Anfang seiner Karriere wurde vom Unternehmen seines Vaters finanziell unterstützt. 2006 wechselte er in die T-Cars-Serie, in der Rennfahrer im Alter von 14 bis 17 mit Limousinen unterwegs waren, und gewann auf Anhieb den Meistertitel. Außerdem gab er in der Herbstmeisterschaft der Formel Palmer Audi sein Debüt im Formelsport. Er gewann zwei Rennen und wurde Dritter in der Gesamtwertung. 2007 trat er in der regulären Formel Palmer Audi an und belegte abermals den dritten Platz. Er gewann vier Rennen. Anschließend nahm er wieder an der Herbstmeisterschaft der Formel Palmer Audi teil und erreichte den 14. Platz in der Meisterschaft.
2008 wechselte Bacheta in den Formel Renault 2.0 Eurocup und wurde 23. in der Gesamtwertung. Außerdem nahm er an sechs Rennen der westeuropäischen Formel Renault teil. 2009 blieb er im Formel Renault 2.0 Eurocup und verbesserte sich auf den 16. Gesamtrang. Darüber hinaus startete er bei zwei Rennen der westeuropäischen Formel Renault. 2010 bestritt der Bacheta seine dritte Saison im Formel Renault 2.0 Eurocup. In dieser Saison gewann er erstmals ein Rennen und wurde mit insgesamt zwei Siegen Vizemeister hinter Kevin Korjus. Außerdem nahm er an je zwei Rennen der britischen und nordeuropäischen Formel Renault teil und trat als Gaststarter zu vier Rennen der europäischen Formel BMW an.
Anfang 2011 testete Bacheta für Mercedes in der DTM. Zu einem Engagement kam es jedoch nicht. Bacheta wechselte 2011 schließlich in die GP3-Serie zu RSC Mücke Motorsport. Im Training auf dem Hungaroring sorgte ein Unfall von Bacheta für Schlagzeilen. In einer nicht asphaltierten Auslaufzone kam er von der Strecke ab, sein Auto hob ab, überschlug sich und landete kopfüber auf der Leitplanke. Bacheta hatte Glück, dass er mit seinem Helm nirgends anschlug. Er blieb unverletzt und nahm am weiteren Rennwochenende teil. Nach dem Rennwochenende auf dem Hungaroring endete sein Engagement in der GP3-Serie vorzeitig. In der Gesamtwertung wurde er 22, während sein Teamkollege Nigel Melker den 3. Rang erreichte. Bacheta wechselte anschließend in der FIA-Formel-2-Meisterschaft, in der er an zwei Veranstaltungen teilnahm. In der Fahrerwertung erreichte er den 13. Platz mit einem fünften Platz als bestes Ergebnis. 2012 ging Bacheta die komplette Saison in der Formel 2 an den Start. Es gelang ihm, die ersten vier Rennen allesamt für sich zu entscheiden. Damit wurde er zum ersten Fahrer der seit 2009 existierenden Serie, der vier Rennen in Folge gewann. Im weiteren Verlauf der Saison gewann er noch ein Rennen. Mit insgesamt zehn Podest-Platzierungen gewann er den Meistertitel mit 231,5 zu 210 Punkten vor Mathéo Tuscher. Als Belohnung für den Titelgewinn erhielt er bei Williams die Möglichkeit, einen Formel-1-Test zu absolvieren.
2013 erhielt Bacheta bei Zele Racing ein Cockpit in der Auto GP. Er gewann ein Rennen und wurde einmal Zweiter. Zur Saisonhälfte verlor er das Cockpit und kam nicht mehr zum Einsatz. In der Fahrerwertung lag er schließlich auf dem elften Rang.

## Persönliches
Bachetas Eltern stammen aus Indien. Er hat zudem Vorfahren aus Italien. Er wird seit 2011 von Anthony Hamilton gemanagt.

## Karrierestationen
| - 2004–2006: Kartsport - 2006: T Cars (Meister) - 2006: Formel Palmer Audi, Herbstserie (Platz 3) - 2007: Formel Palmer Audi (Platz 3) - 2007: Formel Palmer Audi, Herbstserie (Platz 14) - 2008: Formel Renault 2.0 Eurocup (Platz 23) | - 2008: Westeuropäische Formel Renault (Platz 26) - 2009: Formel Renault 2.0 Eurocup (Platz 16) - 2009: Westeuropäische Formel Renault (Platz 13) - 2010: Formel Renault 2.0 Eurocup (Platz 2) - 2010: Britische Formel Renault (Platz 25) - 2010: Nordeuropäische Formel Renault (Platz 32) | - 2011: GP3-Serie (Platz 22) - 2011: Formel 2 (Platz 13) - 2012: Formel 2 (Meister) - 2013: Auto GP (Platz 11) |